# ماهی آبنوس چهارخاره
ماهی آبنوس چهارخاره (نام علمی: Apeltes quadracus) نام یک گونه از تیره ماهی آبنوس است.